# Elena Solovei
Elena Iakovlevna Solovei (en russe : Еле́на Я́ковлевна Солове́й), née à Neustrelitz (Zone d'occupation soviétique) le 24 février 1947, est une actrice soviétique d'ascendance russe et juive, naturalisée américaine.

## Biographie
Née dans la famille du commissaire politique d'une place forte soviétique de Neustrelitz, Yakov Abramovitch Solovei (1917-2003), Elena passe son enfance à Krasnoïarsk. En 1959, la famille s'installe à Moscou. À l'âge de treize ans, Elena est admise en classe d'art dramatique pour enfants Constantin Stanislavski.
Solovey étudie à l'Institut national de la cinématographie (VGIK) où son professeur est Boris Babotchkine. Diplômée en 1970, elle devient actrice de Lenfilm et connait une grande popularité dans les années 1970-1980. En France, on la découvre grâce au film de Nikita Mikhalkov Esclave de l'amour (1976) dans lequel elle interprète le rôle principal,. Elle reçoit le prix de la meilleure interprétation féminine au Festival du cinéma d'Oxford pour son rôle dans Quelques jours de la vie d'Oblomov en 1980 et le Prix de la meilleure actrice dans un second rôle au Festival de Cannes 1981 pour Faktas. Elle se produit également sur scène du Théâtre Lensoviet à partir de 1983. L'artiste émigre aux États-Unis en 1991. Depuis 2001, elle dirige un studio d'expression scénique pour enfants russophones à New York.
Elle est apparue dans plus de 55 films depuis 1966.

## Filmographie partielle

### Au cinéma
- 1967 : Mon Coeur est dans la montagne (V gorakh moyo serdtse) : fille du boulanger
- 1966 : De l'amour (ru) (O lioubvi) de Mikhaïl Boguine : Rita
- 1970 : La Légende de Pawiak de Suhbat Homidov : Simone (Tadjikfilm)
- 1971 : Drame de la vie ancienne (Drama iz starinnoy zhizni) de Ilia Averbakh : Liouba
- 1971 : Les Sept Fiancées du sergent Zbrouev (Sem nevest efreytora Zbrueva) de Vitali Melnikov : Rimma
- 1972 : Des joies inattendues (Nechayannye radosti) de Rustam Khamdamov : Vera Nikolaevna
- 1972 : Egor Boulytchev et les autres (Yegor Bulychyov i drugiye) de Sergueï Soloviov : Antonina Dostigayeva
- 1973 : Les Enfants de Vaniouchine (Deti Vanyushina) de Evgueni Tachkov : Lenotchka, la nièce de Vaniouchine
- 1974 : Sous un ciel de pierre (Under en steinhimmel) d'Igor Maslennikov : traductrice
- 1975 : Un pas en avant (Shag navstrechu) : Tatiana
- 1975 : Concerto pour deux violons (Kontsert dlya dvukh skripok) : Rita Pletnyova
- 1975 : Journal du directeur d'école (Dnevnik direktora shkoly) de Boris Frumin : Tatiana Gueorgievna
- 1976 : Esclave de l'amour (Raba lyubvi) : Olg Voznesenskaïa[3]
- 1977 : Gens droles (Smeshnye lyudi) de Mikhaïl Schweitzer : femme de fonctionnaire
- 1977 : Partition inachevée pour piano mécanique (Neokonchennaya pyesa dlya mekhanicheskogo pianino) de Nikita Mikhalkov : Sophia Yegorovna
- 1978 : Les Ennemis (Vragi) de Rodion Nakhapetov : Polina
- 1979 : La femme est partie (Жена ушла) de Dinara Assanova : Vera Klouïeva
- 1980 : Quelques jours de la vie d'Oblomov (Neskolko dney iz zhizni Oblomova) de Nikita Mikhalkov : Olga
- 1981 : Une histoire villageoise (Derevenskaya istoriya) de Vitali Kanevski : Daria Selivanova, conductrice de radeau
- 1981 : Vous n'en avez jamais rêvé... (Vam i ne snilos...) de Ilia Frez: Tanechka, professeur de littérature
- 1981 : Faktas ( (Le Groupe sanguin zéro) d'Almantas Grikevičius : Ona
- 1982 : L'Argent fou (Beshenye dengi) de Ievgueni Matveïev : Nadejda Tcheboksarova
- 1983 : En quarantaine (Karantin) de Ilia Frez : Fekla
- 1984 : Précipice (Obryv) de Vladimir Venguerov : Polina Kritskaïa
- 1984 : Avant que ne tombe la neige (Poka ne vypal sneg...) d'Igor Apassian : Nina
- 1984 : La blonde au coin de la rue (Blondinka za ouglom) de Vladimir Bortko : Regina
- 1986 : Une femme seule veut faire connaissance (Odinokaya zhenshchina zhelayet poznakomitsya) de Viatcheslav Krichtofovitch : Herra Nikitichna, voisine
- 1987 : Le Temps de voler (Vremya letat) de Alekseï Sakharov : Valentina
- 1987 : Ayant menti une fois... (Edinozhdy solgav) de Vladimir Bortko : Irina
- 1987 : Les Cordes d'argent (Serebryanye struny) de Pavel Kadotchnikov : Sophia Andreeva, mère de Vassili
- 1987 : L'Ami (Drug) de Leonid Kvinikhidze : dame avec un chien
- 1990 : Le Cocu (Rogonosets) de Arkadi Krassilchtchikov : amie
- 1990 : Les Jours d'un homme (Cilvēka dienas) de Jevgeņijs Paškēvičs : femme au cimetière
- 1991 : Anna Karamazoff (Анна Карамазофф) de Rustam Khamdamov : star du cinéma muet
- 2007 : La nuit nous appartient  (We Own the Night) : Kalina Bujaïeva
- 2011 : The Air Inside Her : grand-mère
- 2012 : Katya & the Scarlet Sails
- 2013 : The Immigrant : Rosie Hertz
- 2012 : Animal Rights : grand-mère
- 2017 : The Lost City of Z de James Gray : Madame Kumel

### À la télévision
- 1979 : Les Aventures du Prince Florizel (Приключения принца Флоризеля) d'Ievgueni Tatarski : Lady Wendler
- 1985 : Sofia Kovalevskaïa (en) (Софья Ковалевская) de Ayan Chakhmalieva : Anna Jaclard
- 1988 : La Vie de Klim Samguine (Жизнь Клима Самгина) de Viktor Titov (série télévisée en quatorze parties)

## Distinctions
- 1981 : Festival de Cannes : meilleur second rôle féminin pour son rôle dans Faktas